# Културна економија
Културна економија је грана економије која проучава однос културе и економске резултате. 'Култура' је дефинисана заједничким веровањима и жељама одговарајућих група. Програмска питања укључују да ли и колико је култура важна за економске резултате и какав је њен однос са институцијама.
Примењује се кроз проучавање религије, друштвене норме, социјалног идентитета, плодности, веровање у редистрибутивну правду,, идеологије, мржње, тероризма, поверења, и културе економије. Општи аналитичка тема је како се идеје и понашања шире међу појединцима кроз формирање друштвеног капитала, по друштвеним мрежама и процесима, као што су социјална учења, као и у теорији социјалне еволуције и информационих каскада. Методе укључују студије случаја, теоријска и емпиријска моделовање културног преноса унутар и по друштвеним групама. Године 2013. је Саид Д. Давлабани додао приступ вредносних система аспекту културног ницања макроекономије.